# Тьягу Са
Тьягу Са (порт. Tiago Sá, нар. 11 січня 1995, Віла-Верде) — португальський футболіст, воротар клубу «Брага». Грав за юнацькі збірні Португалії.

## Клубна кар'єра
Народився 11 січня 1995 року в місті Віла-Верде. Вихованець футбольної школи клубу «Брага».
Протягом 2013–2017 років захищав ворота другої команди «Браги», після чого почав залучатися до складу основної команди клубу як резервний голкіпер. Був дублером бразильського воротаря Матеуса, а після того як останній важко травмував коліно у серпні 2018 року, став основним гравцем. Протягом сезону 2018/19 захищав ворота «Браги» у 31 матчі португальської першості, утім після відновлення Матеуса знову став його дублером.

## Виступи за збірні
2014 року дебютував у складі юнацької збірної Португалії (U-19), за яку взяв участь у 7 іграх, пропустивши 6 голів.

## Титули і досягнення
- Володар Кубка Португалії (1):

«Брага»: 2020-21
- Володар Кубка португальської ліги (2):

«Брага»: 2019-20, 2023-24